# Viziunea Sfântului Eustațiu (Pisanello)

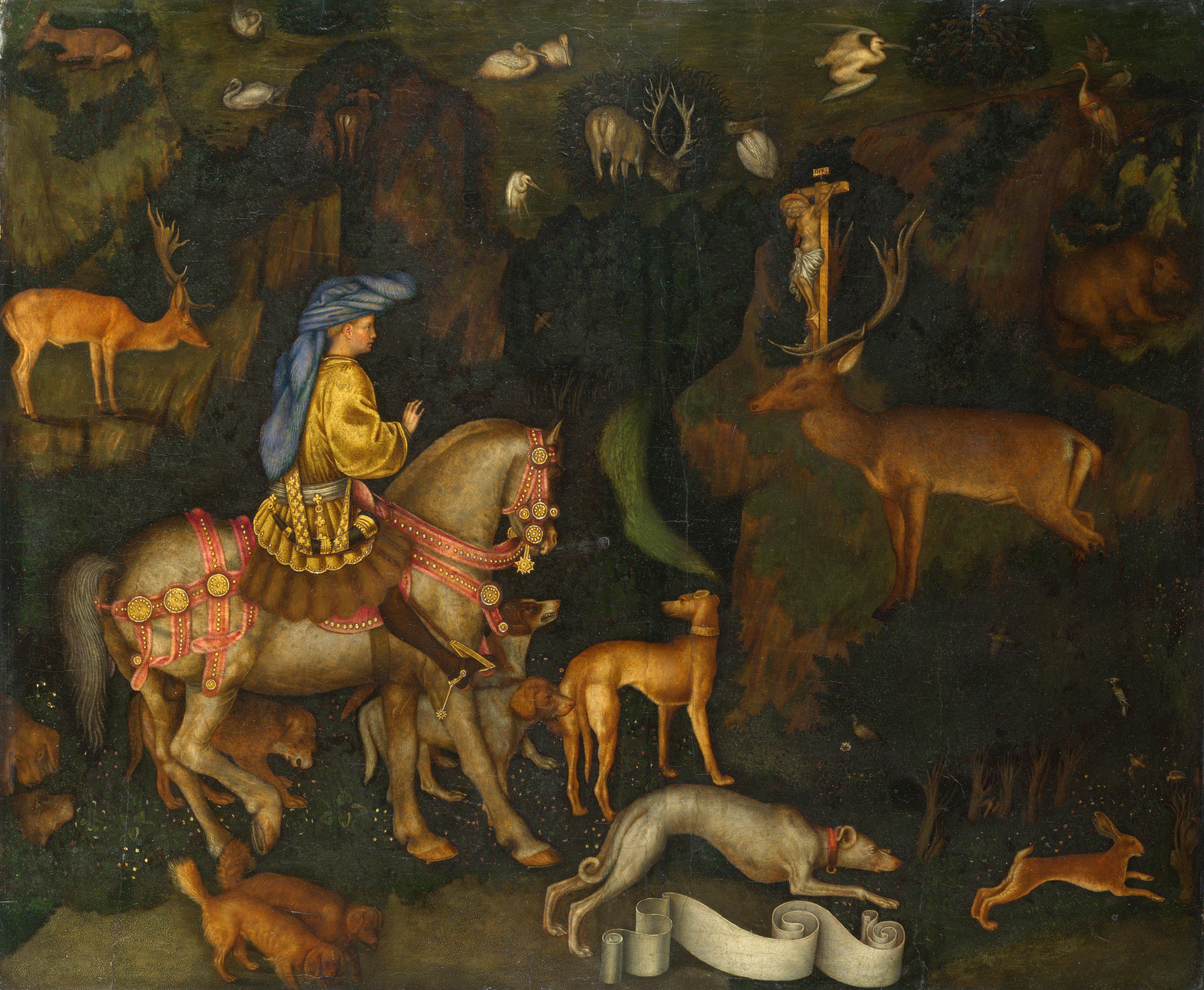
Viziunea Sfântului Eustaţiu, tempera pe lemn, National Gallery, Londra

Viziunea Sfântului Eustațiu este un tablou de Pisanello (1395-1455) și care este păstrat la National Gallery la Londra. Are dimensiunile de 65×53 cm.

## Descriere
Tabloul, având dimensiunile: 65×53 cm, este pictat pe lemn, în tempera. Reprezintă viziunea pe care a avut-o Eustațiu (atunci se chema încă Placidus) întâlnind, la vânătoare, un cerb pe ale cărui coarne se afla un crucifix într-o lumină strălucitoare.
Aici, stilul gotic al ultimului reprezentant al acestui stil apare clar prin folosirea unei îmbrăcăminți la modă în Evul Mediu, pentru reprezentarea sfântului călare. Acesta este înconjurat de o mulțime de animale, iar jos apare un pergament pliat într-un stil perfect gotic.

## Biografie
- it  Stefano Zuffi, Il Quattrocento, Electa, Milano 2004.
- it  Pierluigi De Vecchi ed Elda Cerchiari, I tempi dell'arte, volume 2, Bompiani, Milano 1999.
- it  AA.VV., L'opera completa di Pisanello, Rizzoli, Milano, 1966